# Chikongola (Mtwara)
Chikongola ist ein Verwaltungsbezirk (Ward) des Distrikts Mtwara (MC) in der tansanischen Region Mtwara.

## Geografie
Chikongola liegt im Südosten von Tansania, es ist ein Stadtteil im Südosten der Regionshauptstadt Mtwara. Der Bezirk grenzt im Norden an Rahaleo und Vigaeni, im Osten an Majengo, im Süden an Tandika und im Westen an Chuno. Bei der Volkszählung 2022 lebten 6190 Menschen in 2145 Haushalten auf einer Fläche von 1 Quadratkilometer.

## Gliederung
Der Bezirk besteht aus fünf Stadtteilen (Mtaa):
- Ofisi Kuu
- Mwera
- Muungano
- Citus
- Sabasaba

## Bildung
Die Sabasaba Secondary School ist eine staatliche weiterführende Tagesschule mit einer Ausbildung bis zur 4. Stufe.